# Riesgo sistemático
El riesgo sistemático o riesgo no diversificable es un concepto de la teoría de carteras o de las finanzas modernas. Describe el riesgo residual que no puede diversificarse aunque los valores individuales de la cartera estén óptimamente mezclados. El riesgo sistemático es, en teoría, la base sobre la que un inversor expresa su expectativa de rentabilidad ajustada al riesgo, ya que él y todos los demás agentes del mercado pueden eliminar el riesgo no sistemático mezclándolo hábilmente, de modo que no tenga que ser remunerado. El riesgo no sistemático es la proporción que puede eliminarse mediante la diversificación del riesgo. Una medida de riesgo sistemático es el coeficiente beta.

## Derivación
Según la regla de dispersión del valor esperado de Daniel Bernoulli (1738), los inversores aspiran a configurar una cartera con la desviación estándar más baja para el máximo rendimiento. Para resolver este problema, Harry Markowitz considera la covarianza de los valores por primera vez. Para esa covarianza aplica:
{\displaystyle Cov(i,j)=\rho _{ij}\cdot \sigma _{i}\cdot \sigma _{j}\longrightarrow \rho _{ij}={\frac {Cov(i,j)}{\sigma _{i}\cdot \sigma _{j}}}}
Se demuestra que el coeficiente de correlación {\displaystyle \rho _{ij}} juega un papel decisivo. La covarianza {\displaystyle \sigma _{ij}} indica una medida con la que dos valores i y j se mueven juntos o se separan en un período de tiempo. Aquí es donde entra en juego Markowitz y reconoce que el riesgo global de la cartera está fundamentalmente relacionado con la ponderación de las posiciones individuales ({\displaystyle X_{i}}) y la interrelación de las posiciones individuales. La siguiente relación se aplica al riesgo general:
{\displaystyle Var(r)=\sigma ^{2}=\sum _{i=1}^{N}\sum _{j=1}^{N}{X_{i}X_{j}\sigma _{ij}}}
Puesto que la covarianza de un valor consigo mismo resulta en su propia varianza, la significación de esta fórmula se puede ilustrar con la siguiente tabla, que muestra la influencia de la varianza y la covarianza en la cartera de valores n:
{\displaystyle {\begin{array}{|c|c|c|c|c|}&1&2&...&N\\\hline 1&X_{1}^{2}Var(r_{1})&X_{1}X_{2}Cov(r_{1},r_{2})&...&X_{1}X_{N}Cov(r_{1},r_{N})\\2&X_{1}X_{2}Cov(r_{1},r_{2})&X_{2}^{2}Var(r_{2})&...&X_{2}X_{N}Cov(r_{2},r_{N})\\...&...&...&...&...\\N&X_{1}X_{N}Cov(r_{1},r_{N})&X_{2}X_{N}Cov(r_{2},r_{N})&...&X_{N}^{2}Var(r_{N})\\\end{array}}}
Queda claro el número de términos de la {\displaystyle N} varianza.  De ello se deduce que cuanto mayor sea el número de valores individuales {\displaystyle N^{2}-N}, más relevante será la correlación entre los valores individuales de una cartera. Por el contrario, la importancia de la diversificación individual disminuye con un número cada vez mayor de valores individuales en la cartera. De este modo, se deduce:
{\displaystyle \lim _{N\to \infty }Var(r)=\underbrace {\varnothing Cov(r_{i},r_{j})} _{Riesgonodiversificable}}
Esta visión teórica es consistente con las observaciones empíricas. Por ejemplo, se puede demostrar que incluso con unos pocos valores, el riesgo de la cartera puede reducirse sustancialmente, pero no puede eliminarse por completo. Parece pues existir un riesgo residual. Este riesgo se conoce como riesgo sistemático. Es el resultado de la dependencia común de las posiciones individuales seleccionadas de las condiciones del marco financiero.